# Truskavec
Truskavec (Polygonum) je rod jednoletých rostlin z čeledě rdesnovitých (Polygonaceae) podčeledě Polygonoideae.

## Popis
Rostliny tohoto rodu jsou rozšířeny celosvětově a rostou v různých podmínkách. Jsou mezi nimi helofyty, mesofyty i xerofyty. V České republice se některé druhy vyskytují hojně a bývají dokonce řazeny mezi nepříjemné plevele.
Jsou to rostliny po morfologické stránce velice rozdílné, rostou ve formě bylin, keřů i polokeřů. Některé druhy jsou různolisté a další dokonce různoplodé, vyrůstají z kořenů které u některých druhů dřevnatí a u jiných jsou zas tenké, vláknité. stopky, většinou se 4 až 5 hranami, jsou vzpřímené, poléhavé nebo popínavé s úponky otáčejícími se po směru hodinových ručiček. Na lodyže vyrůstají listy převážně střídavě, výjimečně vstřícně, bývají řapíkaté nebo přisedlé, čepele s celistvým nebo vroubkovaným okrajem mají tvar lineární, kopinatý, vejčitý, eliptický nebo kulatý. Tenké blanité botky jsou trvalé nebo rozpadávající se, dvoulalokovité, lysé. Někdy se vyskytuje bazální koncentrace listů.
Malé květy vyrůstají osamoceně nebo ve svazečcích, vytvářejí klasnatá květenství která bývají terminální, axiální nebo vyrůstají z paždí listů. Květy bez palistů mají stopky nebo jsou přisedlé, jsou oboupohlavné, někdy kleistogamické. Okvětí má v jednom přeslenu pět plátků, někdy nestejně velikých, bývají srostlé od 30 do 70 % délky. V květu dále vyrůstá ve dvou přeslenech 3 až 8 volných nebo s okvětní trubkou srostlých tyčinek se šídlovitými nitkami zakončenými prašníky které jsou barvy bělavě žluté, růžové až fialové nebo oranžové a tvaru eliptického či podlouhlého. Synkarpní gyneceum je složeno ze tří plodolistů. Z jednodílného, sekundárně děleného semeníku vyrůstají 2 až 3 kratičké čnělky, někdy jsou ve středu částečně srostlé, s hlavičkovitými bliznami. Placentace je bazální. Opylovány jsou větrem, hmyzem nebo dochází k samoopylení přímým stykem prašníku s bliznou.
Plody jsou suchá semena, nažky trojhranné nebo čočkovitého tvaru. Nažky dozralé během léta bývají hnědé barvy a vejčité, uzrálé až na podzim jsou olivově zelené, kopinaté a dvojnásobně větší.Semena jsou vybavena endospermem, embryo je zakřivené. Rostliny často obsahují šťavelany.

## Taxonomie
V minulosti byl rod Polygonum podstatně reorganizován, byly z něj vyděleny některé druhy a přeřazeny do jiných rodů např. Bistorta, Persicaria, naopak do něj byly převedeny druhy z rodů např. Fallopia, Reynoutria. Rekonstrukce rodu však není ještě plně ustálena.
Celosvětově je uznáváno okolo 50 druhů, mnohde existuje nejednotnost zda se jedná o druh nebo poddruh. V České republice rostou tyto 3 druhy:
- Truskavec obecný (Polygonum arenastrum) Boreau
- Truskavec ptačí (Polygonum aviculare) L.
- Truskavec vesnický (Polygonum rurivagum) Boreau

Někdy je truskavec vesnický považován za pouhý poddruh truskavce ptačího:
- Polygonum aviculare L. subsp. rurivagum (Boreau) Berher [5][6]

## Exotické truskavce

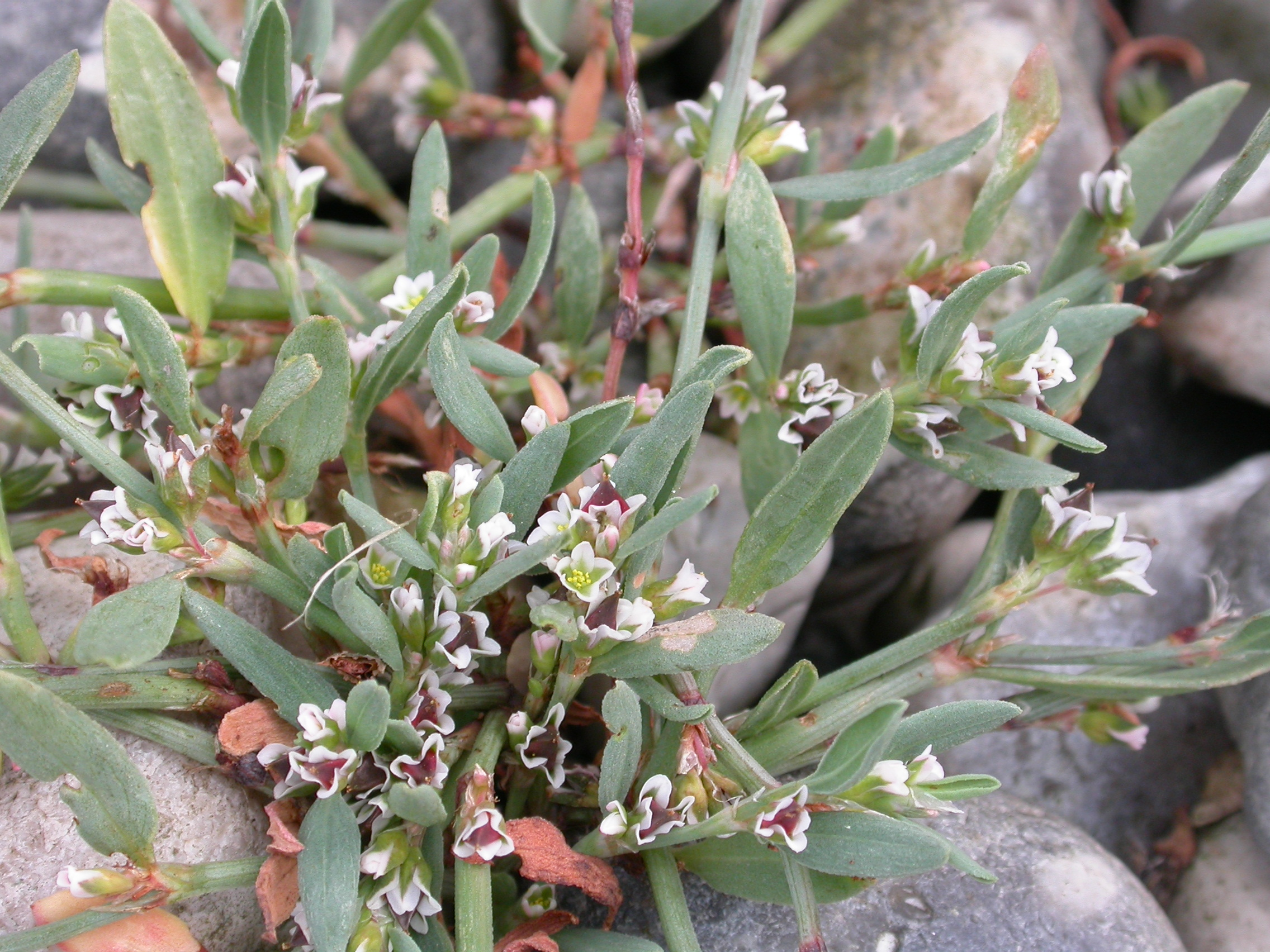
Polygonum oxyspermum
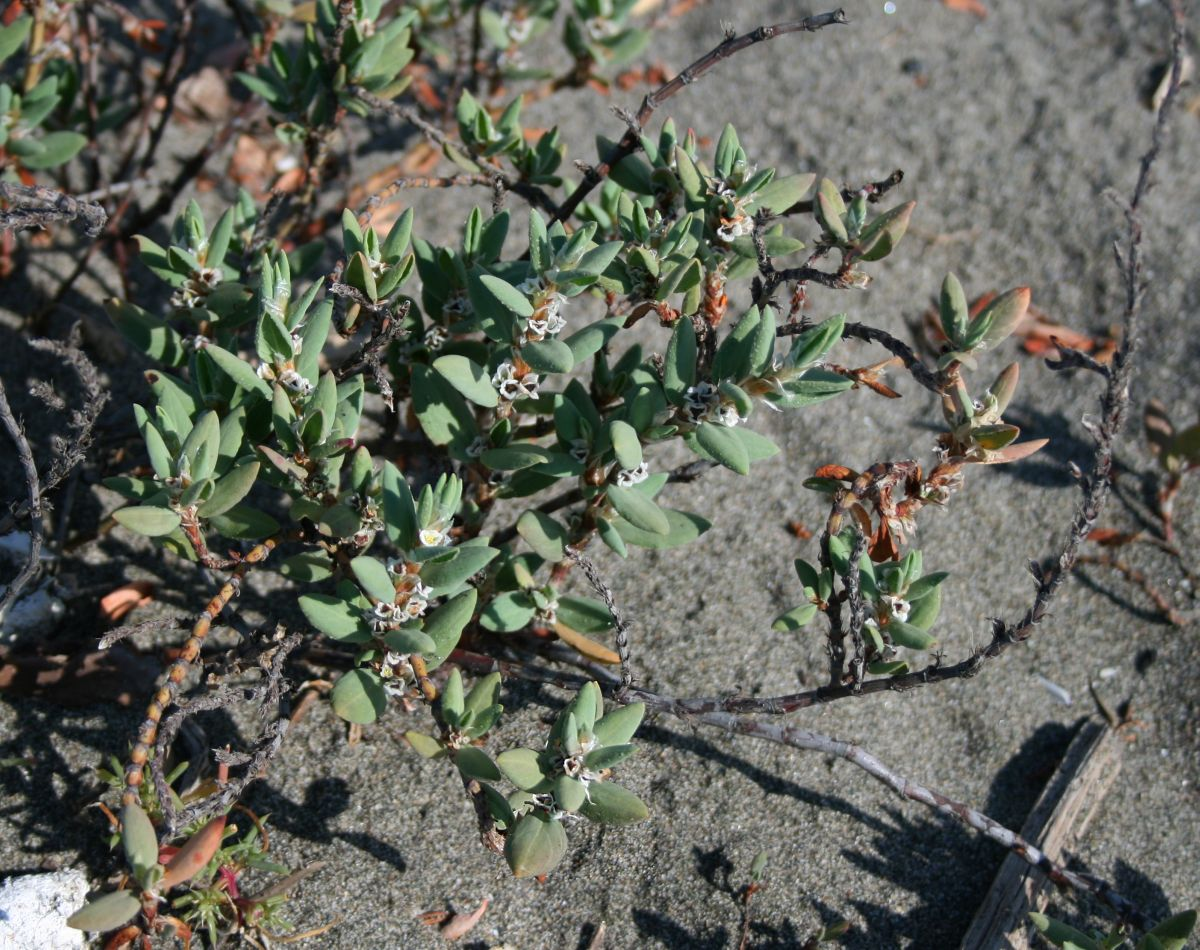
Polygonum maritimum
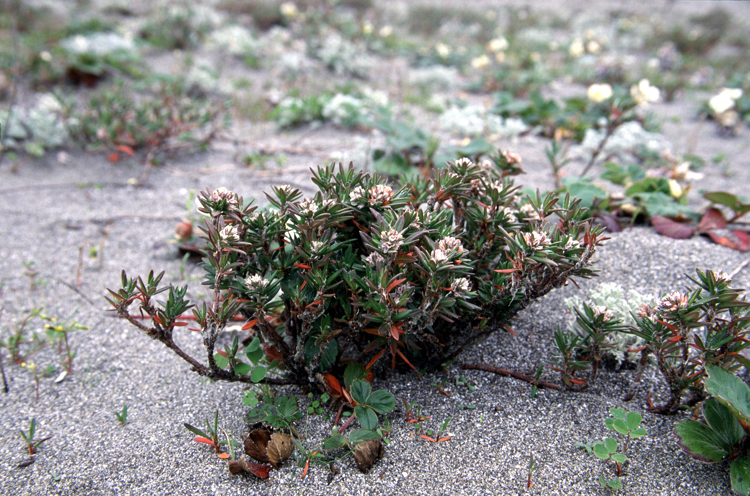
Polygonum paronychia